# ألويس لانغر
ألويس لانغر (بالإنجليزية: Alois Langer) هو مهندس طب حيوي ‏ ومهندس ورائد أعمال أمريكي، ولد في 24 فبراير 1945 في بيتسبرغ في الولايات المتحدة.